# Хрест Воєнних заслуг (Німеччина)

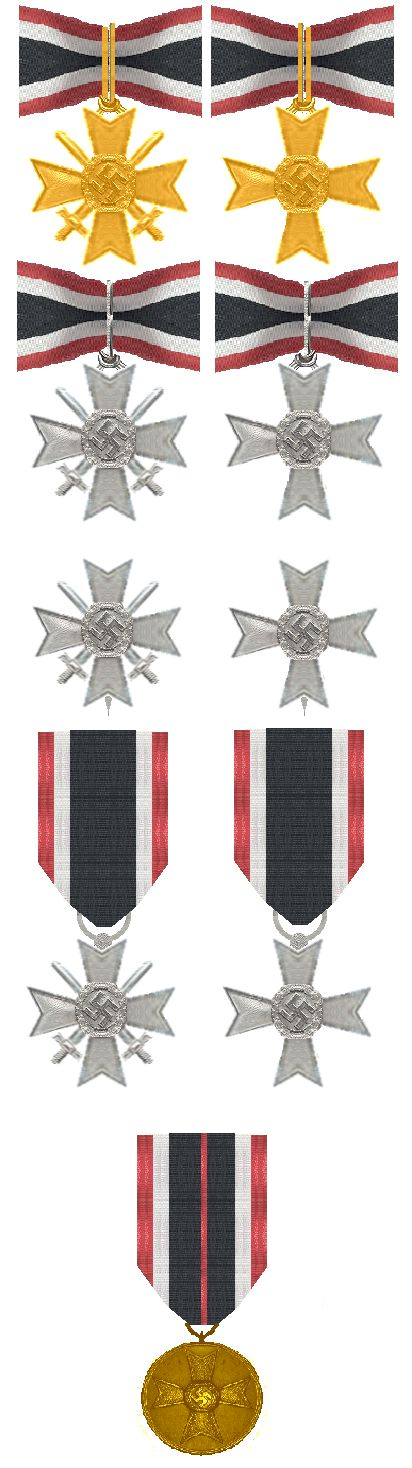
Галерея хрестів різних ступенів

Хрест Воєнних заслуг (нім. Kriegsverdienstkreuz) — німецький військовий хрест, започаткований Адольфом Гітлером 18 жовтня 1939 року, (у річницю Битви народів).

## Історія
Подібна нагорода за звершення, не пов'язані з безпосередньою участю у бойових діях, існувала раніше як у окремих державах, що складали кайзерівську Німеччину (різноманітні хрести зі схожими назвами), так і в загальноімперському варіанті Залізного хреста для некомбатантів.

## Критерії нагородження
Медаль Хреста військових заслуг була введена виключно для нагородження цивільних осіб, і спочатку виготовлялася з бронзи, але в ході війни якість матеріалу погіршувався, і останні нагороди мали тільки бронзове покриття.
Хрест Воєнних заслуг 2-го класу без мечів був призначений для нагородження осіб, що зробили сприяння військовим, але безпосередньо не брали участі у військових діях. Цим критеріям відповідали цивільні особи, котрі перевиконують план на фабриках і заводах, службовці охорони і поліції. Хрест військових заслуги 2-го класу з мечами призначався для військовослужбовців, в основному це був допоміжний персонал та персонал забезпечення, що зробив мужній або інший значущий вчинок, який вимагає заохочення, але не в безпосередньому зіткненні з ворогом. Нагорода спочатку виготовлялася з бронзи, але в ході війни якість матеріалу погіршувався, і пізні версії нагороди виконані переважно з цинку з бронзовим покриттям.
Хреста Воєнних заслуг 1-го класу удостоювалися особи, які при виконанні обов'язків допоміжного характеру, під час ведення бойових дій, проявили хоробрість або вчинили мужній вчинок, який вплинув на перебіг бойових дій. Крім цього даними орденом нагороджувалися заводи і фабрики оборонного комплексу, перевиконали виробничий план. Спочатку нагорода виготовлялася зі срібла 800-ї проби, пізніше з срібних сплавів, а до кінця війни з цинку з срібним покриттям.
Лицарський хрест Хреста військових заслуг за своєю престижністю зайняв місце між Лицарським хрестом Залізного хреста і Німецьким хрестом у сріблі. Матеріал виготовлення — срібло 800—935 проб. Точна кількість нагороджених залишається невідомою, оскільки серед кавалерів були інженери, вчені і шпигуни високого рангу.
Золотий Лицарський хрест Хреста Воєнних заслуг з мечами призначався для військовослужбовців, чиї подвиги були здійснені ними не безпосереднє під ворожим вогнем (тобто не перед лицем ворога) або недостатні для отримання Лицарського хреста Залізного хреста з дубовим листям, а у варіанті без мечів — за дії поза поле бою (в тилу) і для цивільних осіб (поліцейські, службовці, чиновники, робітники, підприємці).

### Кількість нагороджених[1]
| Ступінь нагороди         | Ступінь нагороди | Кількість нагороджених |
| ------------------------ | ---------------- | ---------------------- |
| Медаль                   | Медаль           | Близько 4 000 000      |
| Хрест 2-го класу         | з мечами         | 6 134 950              |
| Хрест 2-го класу         | без мечів        | 1 591 567              |
| Хрест 1-го класу         | з мечами         | 483 603                |
| Хрест 1-го класу         | без мечів        | 91 239                 |
| Лицарський хрест         | з мечами         | 258                    |
| Лицарський хрест         | без мечів        | 52                     |
| Золотий Лицарський хрест | з мечами         | ?                      |
| Золотий Лицарський хрест | без мечів        | 2                      |

## Опис нагороди
В середині металевого мальтійського хреста розташоване коло, оточене вінком з дубового листя, у колі з лицьового боку зображена свастика, зі зворотного — цифри «1939».
На медалі зображений Хрест воєнних заслуг без мечів, на звороті напис «Für Kriegsverdienst 1939».
Розмір хреста 1-го й 2-го ступенів — 49×49 мм, Лицарського хреста — 54x54.
Як і в небойовій версії Залізного хреста, кольори стрічки ордена (у цьому випадку червоний та чорний) інвертовано.
В середині стрічки медалі додатково проходить вузька червона стрічка.

### Ступені
До завершення війни були наступні ступені нагороди:
- Медаль Хреста воєнних заслуг
- Хрест воєнних заслуг 2-го ступеня (цей та решта ступенів могли бути з мечами й без)
- Хрест воєнних заслуг 1-го ступеня
- Лицарський хрест Хреста воєнних заслуг
- Золотий Лицарський хрест Хреста воєнних заслуг

Первинно існували тільки 1-ий та 2-ий ступені ордену. 19 серпня 1940 до них було додано медаль і Лицарський хрест, а згодом — Золотий Лицарський хрест.
| Хрести                       | Хрести                        | Хрести                                 | Хрести                       | Хрести                                | Хрести                          | Хрести                                   |
| ---------------------------- | ----------------------------- | -------------------------------------- | ---------------------------- | ------------------------------------- | ------------------------------- | ---------------------------------------- |
|                              |                               |                                        |                              |                                       |                                 |                                          |
| Планка нагород               |                               |                                        |                              |                                       |                                 |                                          |
| Медаль Хреста Воєнних заслуг | Хрест Воєнних заслуг ІІ класу | Хрест Воєнних заслуг ІІ класу з мечами | Хрест Воєнних заслуг І класу | Хрест Воєнних заслуг І класу з мечами | Лицарський Хрест Воєнних заслуг | Лицарський Хрест Воєнних заслуг з мечами |

### Правила носіння
Замість 2-го ступеня ордена носилась лише його стрічка, що кріпилась подібно до стрічки Залізного хреста 2-го ступеня до петлиці; (сама ж стрічка Залізного хреста у цьому випадку розміщувалась зверху). За наявності ордена з мечами молодший ступінь без мечів також не носився.
На момент започаткування існувала вимога не носити Хрест воєнних заслуг за наявності Залізного хреста, але вже 28 вересня 1941 це правило було скасовано.
Хрест 1-го ступеня носиться на лівій нагрудній кишені мундиру, Лицарський хрест — на шиї.
Стрічка Хреста воєнних заслуг на колодці розташовувалась після стрічки Залізного хреста (перед стрічкою медалі за зимову кампанію). У випадку нагородження орденом «з мечами», мініатюрні мечі кріпились і на стрічці ордена.

## Колективна нагорода
Для підприємств, що перевищували плани воєнних поставок, призначалось найменування «Kriegsmusterbetrieben» та, при повторному нагородженні, особливий прапор (звичайний, «Срібний» чи «Золотий») із зображенням ордена в лівому верхньому куті.

## Сучасне становище знаку
Відповідно до § 6 закону Німеччини про порядок нагородження орденами та про порядок носіння від 26 липня 1957 року (нім. Gesetz uber Titel, Orden und Ehrenzeichen) носіння знаку дозволено, але тільки у «денацифікованому» варіанті (у якого зображення свастики замінено на дату «1939»).
У свою чергу, сам Хрест воєнних заслуг зображується замість свастики на допущеній до носіння версії Німецького хреста (у сріблі).

## Відомі нагороджені

### Кавалери Золотого Лицарського хреста

#### без мечів
- Франц Гане
- Карл-Отто Заур

#### з мечами
- Генріх Мюллер
- Ернст Кальтенбруннер

### Кавалери Лицарського хреста

#### без мечів
- Вільгельм Мессершмітт[3]

#### з мечами
- Ганс-Георг фон Фріденбург
- Дезідеріус Гампель
- Вальтер Варцеха
- Карл Ернст Вітцель
- Гюнтер Рюдель
- Вернер фон Браун
- Готтлоб Бергер
- Ганс Каммлер
- Вільгельм Онезорге
- Франц фон Епп

## Галерея

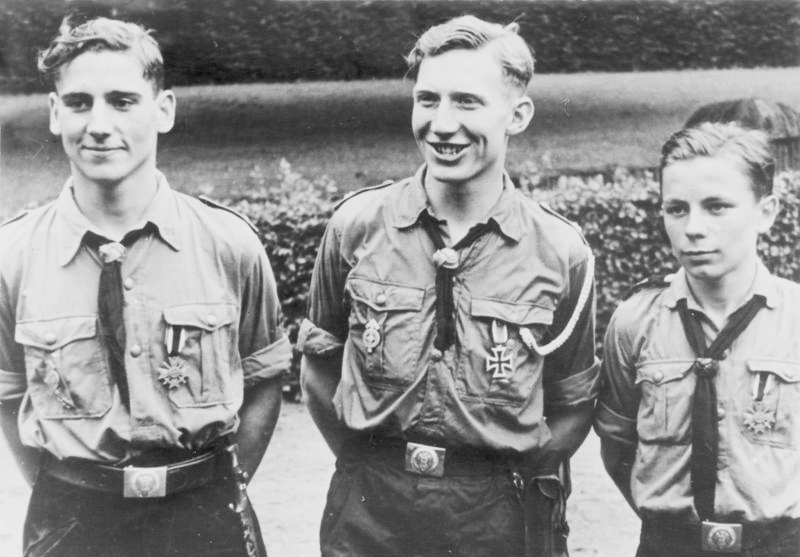
Члени Гітлер'югенду, нагороджені Хрестом Воєнних заслуг 2-го класу (ліворуч і праворуч). Посередині - нагороджений Залізним хрестом 2-го класу.